# Cajnarje
Cajnarje – wieś w Słowenii, w gminie Cerknica. W 2018 roku liczyła 20 mieszkańców.